# Апексімова Ірина Вікторівна
Ірина Вікторівна Апексімова (нар. 13 січня 1966, Волгоград, РРФСР, СРСР) — радянська і російська акторка і режисерка театру та кіно, театральна діячка, співачка, телеведуча. Директорка Московського державного театру драми і комедії на Таганці (з березня 2015 року). Має антиукраїнські погляди, за що внесена у 2015 році до санкційного списку Службою безпеки України.

## Біографія
Народилася 13 січня 1966 року у Волгограді, в родині класичних музикантів. 
Батько — Віктор Миколайович Апексімов, піаніст, баяніст, працював у музичній школі, пізніше — викладачем консерваторії по класу фортепіано. Мати — Світлана Яківна Апексімова (померла в серпні 2015 року), була хормейстеркою в театрі музичної комедії, пізніше — викладачкою консерваторії диригентсько-хорового відділення. Ірина була другою дитиною в сім'ї. У неї є старший брат (син матері від першого шлюбу) — Валерій Свєт, музикант, який організував у 1970-х роках один з перших у Волгограді вокально-інструментальних ансамблів; нині мешкає у США. Батьки Ірини розлучилися, коли їй було 8 років. Батько поїхав з новою сім'єю до Якутська. Коли Ірині виповнилося 13 років, її мати переїхала з нею і братом до родичів в Одесу.
У дитинстві мріяла стати співачкою, хотіла співати в ресторанах, розучувала класичні одеські пісні, любила танцювати. Закінчила музичну школу по класу фортепіано у Волгограді. В Одесі пішла вчитися в спеціалізований театральний клас загальноосвітньої середньої школи на вулиці Короленка.
По закінченні середньої школи у 1983 році Ірина вступала до театрального вишу в Москві, але не була прийнята через одеську говірку. Повернувшись до Одеси, рік працювала в Одеському академічному театрі музичної комедії, танцювала в кордебалеті. Наступного року, знову зазнавши невдачі на вступних екзаменах, переїхала до Волгограда, де була прийнята в кордебалет Волгоградського обласного театру музичної комедії.
З 1985 року живе в Москві. У 1986 році, позбувшись одеського акценту, Ірина вступила до Школи-студії МХАТ (майстерня Олега Табакова). У 1988 році одружилася з однокурсником Валерієм Ніколаєвим. У 1990 році закінчила Школу-студію МХАТ і була прийнята до Московського художнього театру імені А. П. Чехова, де служила до 2000 року.
У 2000 році створила власне театральне агентство «Бал Аст».
У 2000-х роках навчалася на спецкурсі сучасного танцю у Флоридському університеті (США), в акторських школах «Julliard School» (Нью-Йорк) та «Barbican Center» (Лондон, Велика Британія).
З травня 2012 року по квітень 2015 року займала посаду директора Театру Романа Віктюка.
У 2013 році Ірина Апексимова виступила авторкою ідеї та продюсеркою фестивалю театрального мистецтва просто неба «Весняний марш», який став регулярним. Перший фестиваль називався «Театральний демарш» і відбувся в парку «Сокольники». Наступні фестивалі проводяться в саду «Ермітаж».
У березні 2015 року призначена директором Театру на Таганці.
1 жовтня 2015 року в Театрі на Таганці (у приміщенні студії Анатолія Васильєва на вулиці Поварській, куди трупа переїхала у зв'язку з ремонтом свого будинку на Таганці) стартував експериментальний авторський театральний проєкт Ірини Апексімової «Репетиції». У червні 2016 року проєкт отримав театральну премію газети «Московський комсомолець» в номінації «Проєкт року».

## Особисте життя
- Перший чоловік — Валерій Валерійович Ніколаєв (нар. 23 серпня 1965), актор театру і кіно, кінорежисер, сценарист, хореограф-постановник. Шлюб тривав з 1988 по 2000 роки.
  - Донька — Дарія Авратинська (нар. 14 березня 1994, США), акторка. Має дошлюбне прізвище своєї прабабусі по материнській лінії. У 2015 році закінчила Школу-студію МХАТ (курс Дмитра Бруснікіна)[18].
- Другий чоловік — Олексій Кім, бізнесмен. Шлюб був недовгим: через постійні напади ревнощів чоловіка Ірина подала на розлучення[19][20].
- Ірина є троюрідною сестрою співачки Лариси Доліної[21].

## Творчість

### Ролі в театрі
- «Жаворонок», режисер: Олег Табаков — Агнеса
- «Полоумний Журден», за однойменною п'єсою Михайла Булгакова, режисер: Олег Табаков — Доримена
- «Затоварена бочкотара», за однойменною повістю Василя Аксьонова, режисер: Євгеній Каменькович —
- «Крісло», за повістю «НП районного масштабу» Юрія Полякова, режисери: Олег Табаков, Володимир Храмов —
- «Приборкання норовливої», за однойменною п'єсою Вільяма Шекспіра, режисер: Brian Cox — Катаріна
- «Річард III», режисер: Brian Cox — Леді М
- «Дядя Ваня», за однойменною п'єсою Антона Павловича Чехова, режисер: Олег Єфремов — Олена Андріївна
- «Борис Годунов», режисер: Олег Єфремов — Марина Мнішек
- «Горе від розуму», за однойменною комедією Олександра Грибоєдова, режисер: Олег Єфремов — Софья
- «Гоффман», режисер: Н. Скорик — Юлія
- «Маскарад», за однойменною п'єсою Михайла Лермонтова, режисер: Роман Козак — баронеса Штраль
- «Маскарад», режисер: Микола Шейко — баронеса Штраль
- «Красиве життя», режисер: В. Ланськой —
- «Трагіки та комедіанти», режисер: Н. Скорик — Ліза
- «Молочний фургон не зупиняється більше тут», за п'єсою Теннессі Вільямса, режисер: В'ячеслав Долгачов —  Блекі
- «Маленькі трагедії», режисер: Роман Козак — Лаура
- «Гроза», за однойменною п'єсою Олександра Островского, режисер: Дмитро Бруснікін —  божевільна пані
- «Сон літньої ночі», за однойменною п'єсою Вільяма Шекспіра, режисер: Микола Шейко — Тітанія
- «Ундіна», режисер: Н. Скорик — графиня Берта
- «Археологія», режисер: М. Кочетков —
- «Танці під шум дощу», режисер: Н. Скорик —  Муза
- «Несподівана радість», режисер: С. Колесніков — * «Перламутрова Зінаїда», режисер: Олег Єфремов —  іноземка
- «Блаженний острів», режисер: Микола Шейко — * «Найголовніше», режисер: Роман Козак —  ремонгоністка
- «Сейлемські чаклунки», режисер: Brian Cox — * «Лавка», за однойменною п'єсою Олександра Гельмана, режисер: Микита Гріншпун (Театр «Співдружність акторів Таганки»)[22] — Вона
- «Чайка 73458», за однойменною п'єсою Антона Чехова, режисер Дейнюс Казлаускас (Московський Театр на Таганці, 2017) — Ірина Миколаївна Аркадіна.
- «Біжи Аліса, біжи», за мотивами повісті Льюїса Керола, режисер Максим Діденко (Московський Театр на Таганці, 2018) — Королева.

#### Ролі в антрепризах
- 2001 — «Небезпечний, небезпечний, дуже небезпечний…», за п'єсою у віршах Леоніда Філатова (за мотивами роману П'єра Шадерло де Лакло «Небезпечні зв'язки»), режисер: Сергій Виноградов (Московський антрепризний театр «Успіх»)[23] — маркіза де Мертей, подруга і коханка віконта де Вальмона
- «www.London.ru», за п'єсою «Близькість» (англ. «Closer») Патріка Марбері, режисер: Петро Штейн (Театральне агентство «Незалежна антреприза» Юлія Малакянца)[24] — Ганна
- «Вечеря з дурнем», за однойменною п'єсою Франсіса Вебера, режисер: Леонід Трушкін — Марлен
- «Вишневий сад», за однойменною п'єсою А. П. Чехова, режисер: Еймунтас Някрошюс — Шарлотта
- «Гра в правду», за однойменною п'єсою Філіпа Лелуша, режисер: Віктор Шаміров («Незалежний театральний проєкт») — Мая

### Фільмографія

#### Акторські роботи в кіно
| Рік  |   | Назва                                      | Роль                                                                    |    |
| ---- | - | ------------------------------------------ | ----------------------------------------------------------------------- | -- |
| 1987 | ф | Вежа                                       | Ксюша, дочка Кари Семенівни і Івана Васильовича                         | ру |
| 1988 | ф | Дисидент                                   | Дружина письменника                                                     | ру |
| 1992 | с | Дрібниці життя                             | Катя, сестра Сергія                                                     | ру |
| 1993 | ф | Безодня, коло сьомої                       | Ольга Фрейман, дружина Миколи                                           | ру |
| 1993 | ф | Жовтень (Франція)                          | Ольга                                                                   | ру |
| 1993 | ф | Поїзд до Каліфорнії                        | Олена                                                                   | ру |
| 1994 | ф | Ліміта                                     | Наташа                                                                  | ру |
| 1994 | ф | Ці смішні росіяни                          |                                                                         | ру |
| 1994 | ф | Терра інкогніта (Греція)                   |                                                                         | ру |
| 1995 | ф | Одинокий гравець                           | Люся, подруга Ігоря                                                     | ру |
| 1995 | ф | Ширлі-мирлі                                | Виконавиця степу, скрипалька з консерваторії                            | ру |
| 1996 | ф | Чоловічі одкровення                        | Рита                                                                    | ру |
| 1997 | ф | Му-му                                      | Жюстина, француженка                                                    | ру |
| 1997 | ф | Святий (США)                               | Френкі                                                                  | ру |
| 1998 | ф | Чехов і Ко                                 | Дружина вчителя / Надія Петрівна Челобітьево                            | ру |
| 1999 | ф | Директорія смерті                          | Катя, коханка депутата                                                  | ру |
| 1999 | с | День народження Буржуя                     | Аміна Ренатівна, кохана «Буржуя»                                        | ру |
| 2000 | ф | Замість мене                               | Оля                                                                     | ру |
| 2000 | с | Імперія під ударом                         | Дора Діамант                                                            | ру |
| 2001 | с | Самозванці                                 | Марина, дружина Бєльського                                              | ру |
| 2001 | с | Клітка                                     | Настя Арсентьева                                                        | ру |
| 2001 | ф | Північне сяйво                             | Наталя                                                                  | ру |
| 2003 | ф | Червоний змій                              | Айгуль                                                                  | ру |
| 2003 | ф | Бульварна палітурка                        | Дружина Анрі                                                            | ру |
| 2005 | с | Єсенін                                     | Анна Берзінь, письменниця, подруга поета                                | ру |
| 2005 | с | Сліпий 2                                   | Євгенія                                                                 | ру |
| 2006 | ф | Кат                                        | Ольга Драгомирова, журналістка                                          | ру |
| 2006 | ф | Щастя за рецептом                          | Зоя Звонарьова, письменниця, колишня дружина Воронцова                  | ру |
| 2007 | ф | Антиснайпер                                | Тетяна Уварова                                                          | ру |
| 2007 | ф | Антиснайпер 2. Подвійна мотивація          | Тетяна Уварова                                                          | ру |
| 2007 | с | Полонез Кречинського                       | Любавіна                                                                | ру |
| 2007 | с | Сищик Путілін                              | Шарлотта Куколева, дружина Якова Куколева                               | ру |
| 2008 | ф | Усупереч здоровому глузду (Росія, Україна) | Марина В'ячеславівна                                                    | ру |
| 2008 | ф | Охоронниця                                 | Іванна                                                                  | ру |
| 2008 | с | Генеральська внучка                        | Олександра Миколаївна Старкова, майор міліції, внучка генерала Старкова | ру |
| 2008 | ф | Ефект доміно                               | Тамара, колишня дружина Максимова                                       | ру |
| 2009 | ф | Гармонія. Місто щастя                      | Марія Миколаївна ( «Мурка»)                                             | ру |
| 2009 | ф | Книга Майстрів                             | Кам'яна княжна                                                          | ру |
| 2009 | с | Одна сім'я                                 | Наталя Ковальова, коханка Андрія                                        | ру |
| 2009 | ф | Переможний вітер, ясний день               | Ліка Куніцина, прима театру «Ліллабі»                                   | ру |
| 2009 | с | Генеральська внучка 2                      | Олександра Миколаївна Старкова, майор міліції, внучка генерала Старкова | ру |
| 2009 | с | Генеральська внучка 3                      | Олександра Миколаївна Старкова, майор міліції, внучка генерала Старкова | ру |
| 2010 | ф | Щасливчик Пашка                            | Ольга Василівна Самохвалова                                             | ру |
| 2010 | с | Судмедексперти                             | Наталя Марківна Плаксина                                                | ру |
| 2010 | с | Єдиний чоловік                             | Луїза, мати Туан                                                        | ру |
| 2010 | с | Справа Крапівін                            | Томіліна                                                                | ру |
| 2011 | ф | Липа 3                                     | Єрма Ліпсовіч                                                           | ру |
| 2011 | с | Костоправ                                  | Айгуль Тимуровна Баширова, акушер-гінеколог                             | ру |
| 2011 | с | Піраньї                                    | Ірина Лесницкая                                                         | ру |
| 2012 | с | Топтуни                                    | Ірина Олегівна Музикін, журналістка                                     | ру |
| 2013 | с | розвідниця                                 | Матильда Генриховна, інструкторка курсанток розвідшколи                 | ру |
| 2013 | ф | Гра в правду                               | Майя Ковалевська                                                        | ру |
| 2013 | с | Лютий                                      | Олена Геннадіївна Ракова                                                | ру |
| 2014 | ф | Боцман Чайка                               | Люся, любителька тварин                                                 | ру |
| 2014 | с | У Москві завжди сонячно                    |                                                                         | ру |
| 2016 | ф | П'яна фірма                                | Мама Ілля Веселих                                                       | ру |

#### Режисерські роботи в кіно
- 2008 — Сплячий і красуня (Росія, Україна)

#### Озвучування
- 2004 — Валізи Тульса Люпера: З Во до моря | Tulse Luper Suitcases, Part 2: Vaux to the Sea, The (Велика Британія)
- 2006 — Валізи Тульса Люпера. Російська версія | The Tulse Luper Suitcases. Russian Version (Угорщина, Німеччина, Іспанія, Італія, Люксембург, Нідерланди, Росія) — Мадам Муатесьє
- 2006 — Зірка зі сторони (Росія) — документальний фільм про життя і творчість радянської актриси німого кіно Рахіль Мессерер-Плісецької (Ірина Апексимова читає текст за кадром)[25]

### Участь у музичних телешоу
- У 2006 році в парі зі співаком Олександром Маршалом взяла участь у першому сезоні музичного телевізійного шоу «Дві зірки» на «Першому каналі»[26].
- 29 березня 2015 року як гість взяла участь у телевізійному шоу перевтілень «Точь-в-точь» (другий сезон, шостий етап) на «Першому каналі», виконавши пісню «Moon river» з американського художнього фільму «Сніданок у Тіффані» в образі британської актриси Одрі Гепберн[27].
- Учасниця третього сезону музичного шоу Першого каналу «Три акорди»(2018)

#### Сольний музичний проєкт
У березні 2011 року разом з музичним колективом під керівництвом Тимура Ведернікова вперше виступила з власною сольною програмою «А мені Одеса — дівчинка!».
Репертуар програми складений з відомих одеських пісень: «Цеглинки», «З одеського кичмана», «Школа бальних танців», «Оц-тоц-перевертоц» та багатьох інших.

### Робота на телебаченні
- У 2003 році Ірина Апексимова була провідною телегри «Спокуса» (з англійської ліцензії) на російському телеканалі «ТВС»[29][30].
- З 2006 по 2008 рік була однією з постійних ведучих програми «Добрий ранок» на «Першому каналі»[31].

### Участь у рекламі
- У жовтні 2007 року Ірина Апексимова стала «обличчям» бренду «Кальцій-Д3 Нікомед» швейцарської фармацевтичної компанії «Nycomed». Слоган рекламної кампанії: «„Кальцій-Д3 Нікомед“ — основний елемент краси». Рекламне агентство «Instinct» розробило два рекламних ролики з Іриною Апексімовою в головній ролі: у першому вона — спекотна іспанська діва, а в другому — витончена спортсменка, демонструє свої навички в бойових мистецтвах[32].

## Визнання та нагороди
- 1994 — приз за кращу жіночу роль на Паризькому кінофестивалі — за роль у художньому фільмі «Жовтень» (Франція).
- 2015 — орден «Патріот Росії» Фонду підтримки соціально значущих ініціатив «Лідер» (Москва).
- 2016 — театральна премія газети «Московський комсомолець» у номінації «Проєкт року» — за авторський експериментальний театральний проект «Репетиції» в Театрі на Таганці[14][15][16][17].

## Громадська позиція

### Антиукраїнські висловлювання
6 червня 2014 року через місяць після кровопролитних подій в Одесі 2 травня 2014 року Ірина Апексімова у програмі «Говоріть» з Юлією Таратутою на російському телеканалі «Дощ» негативно висловилась про Україну:
|  | «... Одеса ніколи не була Україною, Одеса завжди була вільною економічною зоною в усіх розуміннях цього слова. І раптом в Одесі з'являються люди, які кричать: "Ми за Україну!". Для мене це дивно. Я не можу зрозуміти, звідки ці люди взялися, для мене це так дивно...» |

.
За таку антидержавну позицію Служба безпеки України 14 липня 2015 року внесла Ірину Апексимову до санкційного списку.
Фігурант бази даних центру «Миротворець».

### Довірена особа «Єдиної Росії»
2 вересня 2016 року Ірина Апексимова увійшла до списку 814 зареєстрованих Центрвиборчкомом РФ довірених осіб російської політичної партії «Єдина Росія» на виборах до Державної думи VII скликання, що проходили 18 вересня 2016 року.